# Jean-Charles de Castelbajac
Jean-Charles de Castelbajac (* 28. listopadu 1949 v Casablance) je francouzský módní návrhář a průmyslový designér. Pochází ze staré šlechtické rodiny z Gaskoňska.

## Životopis
Roky 1955–1966 strávil Castelbajac v internátní církevní škole. V roce 1968 navrhl svou první kolekci modelů pro firmu Ko and Co, kterou vlastnila jeho matka Jeanne-Blanche de Castelbajac. V roce 1969 uspořádal svou první módní přehlídku. V roce 1979 založil svou vlastní módní značku.
V roce 1992 se Jean-Charles de Castelbajac stal profesorem na Univerzitě užitého umění ve Vídni. V roce 1997 vytvořil taláry pro papeže Jana Pavla II. a 5500 duchovních pro Světové dny mládeže v Paříži. Navrhl rovněž kostýmy pro filmy Annie Hallová Woodyho Allena, pro Isabelle Adjani ve filmu Violette a François a pro Rie Rasmussenovou ve filmu Femme Fatale Briana De Palmy. V roce 2000 představil svou první kolekci haute couture. V roce 2003 navrhl Castelbajac kostýmy pro Sarah Jessica Parkerovou v seriálu Sex ve městě. V roce 2007 vytvořil pro britskou oděvní firmu Lee Cooper kolekci pojmenovanou JCDC Denim pro kterou čerpal inspiraci z Britských rockových ikon šedesátých let.Jeho návrhy nosili rovněž zpěváci jako Elton John, Johnny Rotten, Alizée nebo Lady Gaga.